# Ричард Хилтън
Ричард Хилтън (на английски: Richard Howard Hilton) е американски предприемач, инвеститор в недвижими имоти.
Роден е на 17 август 1955 г. в Лос Анджелис, щата Калифорния. Той е 6-о от 8 деца в семейството на Мерилин Джун (моминско име Хоули) и Барон Хилтън. Родът му има далечни норвежки корени. Дядо му Конрад Хилтън е основател на хотелската верига „Hilton Hotels & Resorts“, която днес е сред най-големите в света.

## Семейство
На 24 ноември 1979 г. Ричард Хилтън се жени за Кати Аванцино, двойката живее в Бел Ейр (Калифорния). Имат четири деца:
- Парис (род. 17 февруари 1981);
- Ники (род. 5 октомври 1983);
- Барон II (род. 7 ноември 1989);
- Конрад Хюз III (род. 3 март).